# لنس استفنسون
لنس استفنسون (انگلیسی: Lance Stephenson؛ زادهٔ ۵ سپتامبر ۱۹۹۰) بازیکن بسکتبال اهل ایالات متحده آمریکا است.
از باشگاه‌هایی که در آن بازی کرده‌است می‌توان به ایندیانا پیسرز، ممفیس گریزلیز، شارلوت هورنتس، لس آنجلس کلیپرز، و لس آنجلس لیکرز اشاره کرد.